# William Gilbert
William Gilbert (tudi Gylberde), angleški fizik, učenjak, filozof in zdravnik, * 24. maj 1544, Colchester, grofija Essex, Anglija, † 10. december (30. november, stari angleški koledar) 1603, London, ali mogoče Colchester.

## Življenje in delo
Gilbert je raziskoval magnetizem in elektriko. Proučevanje magnetizma je postavil na znanstveno osnovo. Rezultate svojega raziskovanja je objavil leta 1600 v knjigi O magnetu in magnetnih telesih in o velikem magnetu Zemlje (De magnete, magneticisque corporibus, et de magno magnete tellure), kjer je natanko opisal svoje poskuse z magnetovcem, magnetitom, naravno namagnetenim železovim oksidom Fe3O4, temnim, gostim mineralom. Magnetit je poleg hematita najpomembnejše železovo rudno gradivo. Od vseh naravnih snovi je najbolj magneten. Teorijo je predstavil kraljici Elizabeti I. Opisal je tudi kako lahko izboljšamo ali poslabšamo njegove magnetne lastnosti. Stari Kitajci so nekako v 1. stoletju našega štetja odkrili naravni magnetizem mnogih kamnov. Za magnetne lastnosti magnetita so poznali tudi stari Grki. Kakih 1200 let pozneje so pomorščaki uporabljali ta naravni magnet kot kompas. Prvi je začel resno proučevati magnetizem šele Peregrin leta 1269. Šele okoli leta 1600 so začeli razmišljati, če ni morda tudi sama Zemlja velik magnet, ki premika magnetne igle. Gilbert je ugotovil, da si lahko Zemljo predstavljamo kot ogromen magnet s severnim in južnim polom. Severni pol naj bi ležal na severu Sibirije, tako da igla pri kompasu v Londonu kaže 11 stopinj vzhodno od severnega pola. V knjigi je opisal svoj model Zemlje kot magneta in ga imenoval terela.
Ovrgel je tudi praznoverje, da lahko česen razmagneti magnet. Nihče ni vedel, zakaj naj bi bila Zemlja velikanski magnet. Zamisel sama pa se je zdela jasna. Leta 1634 je Gellibrand ugotovil, da kompas v Londonu ne kaže več 11 stopinj, temveč le še 4. stopinje vzhodno. Magnetno polje našega planeta se je nekako premaknilo. Okoli leta 1650 je kazal kompas v Londonu naravnost proti severu. Magnetni pol leži danes med otoki severne Kanade in se še naprej pomika proti severu. Zemljino magnetno polje ne spreminja le svoje smeri, temveč tudi svojo jakost.
Gilbert je v svoji teoriji o elektriki prvi uvedel ime elektrika v novolatinskem izrazu electricus, ki se je nanaša na značilnost teles, da ob drgnjenju privlačijo majhne delce. Sprejel je Kopernikov pogled na svet. Bil je tudi zelo priznan zdravnik, saj so ga leta 1601 imenovali za dvornega zdravnika kraljice Elizabete I. in po njeni smrti leta 1603 za zdravnika kralja Jakoba I. (Jamesa).

## Priznanja
Poimenovanja
Enota za silo magnetnega pogona, znano tudi kot magnetni potencial, se imenuje gilbert njemu v čast.
Po njem se imenujeta kraterja na Luni (Gilbert) in Marsu (Gilbert).